# Ostrownoje (obwód orenburski)
Ostrownoje (ros. Островное) – wieś (sieło) w Rosji, w obwodzie orenburskim, w rejonie saraktaskim. W 2021 liczyła 522 mieszkańców.